# Wanda Szczepuła
Wanda Szczepuła, wł. Stanisława Wanda Szczepuła (ur. 17 lipca 1916 w Wolfsbergu, zm. 10 kwietnia 2014 w Gdańsku) – polska mikrobiolog, profesor doktor habilitowana Politechniki Gdańskiej. 

## Życiorys
Dzieciństwo spędziła w Tarnopolu, w 1937 rozpoczęła studia na Wydziale Rolno-Lasowym Politechniki Lwowskiej w Dublanach. Naukę przerwał wybuch II wojny światowej, podczas której jej ojciec zginął w łagrze koło Uchty. Po wkroczeniu Armii Czerwonej kontynuowała je na stworzonym przez Rosjan Instytucie Politechnicznym. Po zajęciu Lwowa przez hitlerowców w 1941 znalazła się w Krakowie, gdzie po 1945 kontynuowała studia na Uniwersytecie Jagiellońskim. Po uzyskaniu tytułu inżyniera rolnictwa i magistra nauk rolniczych pracowała w cukrowni „Janikowo”, a następnie razem z mężem Janem (1914–1990) przeniosła się do Gdańska, gdzie związała się zawodowo z tamtejszą Politechniką. Została asystentką w kierowanej przez prof. Ernesta Syma Katedrze Środków Żywności, równolegle w latach 1948–1950 pracowała na stanowisku kierownika laboratorium badawczego w Spółdzielni Jajczarsko-Drobiarskiej w Gdyni. W 1951 w warszawskiej Szkole Głównej Gospodarstwa Wiejskiego uzyskała stopień doktora nauk chemicznych, od 1956 była adiunktem a następnie docentem w Katedrze Botaniki. W 1957 w Wyższej Szkole Rolniczej we Wrocławiu przedstawiła rozprawę habilitacyjną, otrzymała wówczas roczne stypendium Ministerstwa Szkolnictwa Wyższego, które umożliwiło jej odbycie stażu w Instytucie Naukowym Niskich Temperatur w Cambridge. W 1965 Katedrę Botaniki przekształcono w Katedrę Mikrobiologii Technicznej, którą Wanda Szczepuła kierowała do 1969, kiedy to uzyskała stanowisko docenta w nowo powstałym Zakładzie Utrwalania Żywności i Mikrobiologii Technicznej. W ramach pracy pedagogicznej prowadziła wykłady na Wydziale Chemicznym i Mechanicznym m.in. z chłodnictwa. W 1972 jako pierwsza kobieta w historii uczelni uzyskała tytuł profesora nauk chemicznych w dziedzinie bakteriologii, w zakresie technologii i mikrobiologii żywności. W 1974 jako ekspert reprezentujący ONZ/FAO wyjechała na 22 miesiące do Mongolii, po powrocie została profesorem nadzwyczajnym Politechniki Gdańskiej, gdzie pracowała do przejścia na emeryturę w 1976. 
Spoczywa na cmentarzu komunalnym w Sopocie (kwatera A1-1-7).
W kwietniu 2021 została patronką gdańskiego tramwaju Pesa Jazz Duo o numerze bocznym 1072.

## Badania naukowe
Prowadzone przez nią badania doprowadziły do uzyskania przez uczelnię sześciu patentów, natomiast światowy rozgłos przyniosło prof. Wandzie Szczepule opracowanie nowatorskiej metody pasteryzacji masy jajowej. Współpracując z przemysłem spożywczym opracowała standardy mikrobiologiczne i chemiczne, na podstawie których powstała technologia produkcji lodów Calypso.